# テレビ九州
株式会社テレビ九州（テレビきゅうしゅう）は、佐賀県嬉野市に本社があるケーブルテレビ局である。

## 概要
- 嬉野市のうち旧嬉野町と、武雄市のうち旧山内町をサービス対象地域とする。
  - ちなみに、嬉野市のうち旧塩田町では藤津ケーブルビジョン、旧山内町以外の武雄市ではケーブルワンがサービスを行っている。
- 2006年9月よりデジタル放送の本格サービスを開始した。
- また、他のケーブルテレビ事業者と同様に、インターネット接続事業も行う。
- 上記の経緯から、自社制作のチャンネルではサービスエリアに対応した「テレビうれしの」「テレビやまうち」の名称を用いている。

## サービスエリア
全て佐賀県。
- 嬉野市（旧嬉野町）
- 武雄市（旧山内町）

## 放送チャンネル
提供条件の変更やデジタル化などもあり、2010年度に一部配信チャンネルが変更された。但しケーブルチャンネルにおけるHD放送を2011年9月の時点では行っていないため、デジアナ変換の情報を含め全配信チャンネルを掲載する。

### テレビ局
| ジャンル         | デジタル  | 放送局                       | 備考                                                        |                    |
| ---------------- | --------- | ---------------------------- | ----------------------------------------------------------- | ------------------ |
| 地上波           | D011-0(1) | NHK佐賀総合                  | NHK受信料は別料金                                           |                    |
| 地上波           | D021(2)   | NHK佐賀Eテレ                 | NHK受信料は別料金                                           |                    |
| 地上波           | D031(3)   | サガテレビ                   |                                                             |                    |
| 地上波           | D041(4)   | RKB毎日放送                  | 特例による再送信                                            |                    |
| 地上波           | D051(5)   | 福岡放送                     | 特例による再送信                                            |                    |
| 地上波           | D011-1(6) | 九州朝日放送                 | 特例による再送信                                            |                    |
| 地上波           | D071(7)   | TVQ九州放送                  | 特例による再送信                                            |                    |
| 地上波           | D081(8)   | テレビ西日本                 | 特例による再送信                                            |                    |
| 地域自主放送     | D111(11)  | テレビ九州 うれしの/やまうち |                                                             |                    |
| 2K BSデジタル    | BS101     | NHK BS                       | NHK受信料は別料金                                           |                    |
| 2K BSデジタル    | BS141     | BS日テレ                     |                                                             |                    |
| 2K BSデジタル    | BS151     | BS朝日                       |                                                             |                    |
| 2K BSデジタル    | BS161     | BS-TBS                       |                                                             |                    |
| 2K BSデジタル    | BS171     | BSテレ東                     |                                                             |                    |
| 2K BSデジタル    | BS181     | BSフジ                       |                                                             |                    |
| 2K BSデジタル    | BS191-193 | WOWOW                        | 別途加入申し込みが必要                                      |                    |
| 2K BSデジタル    | BS200     | BS10                         |                                                             |                    |
| 2K BSデジタル    | BS201     | BS10スターチャンネル         | 別途加入申し込みが必要                                      |                    |
| 2K BSデジタル    | BS211     | BS11デジタル                 |                                                             |                    |
| 2K BSデジタル    | BS222     | TwellV                       |                                                             |                    |
| 2K BSデジタル    | BS231     | 放送大学テレビ1              | CS時代は「C019」「C274」だった。                            |                    |
| 2K BSデジタル    | BS232     | 放送大学テレビ2              | CS時代は「C019」「C274」だった。                            |                    |
| 4K8K BSデジタル  | BS4K101   | NHK BSプレミアム4K           | NHK受信料は別料金                                           |                    |
| 4K8K BSデジタル  | BS4K141   | BS日テレ 4K                  |                                                             |                    |
| 4K8K BSデジタル  | BS4K151   | BS朝日 4K                    |                                                             |                    |
| 4K8K BSデジタル  | BS4K161   | BS-TBS 4K                    |                                                             |                    |
| 4K8K BSデジタル  | BS4K171   | BSテレ東 4K                  |                                                             |                    |
| 4K8K BSデジタル  | BS4K181   | BSフジ 4K                    |                                                             |                    |
| 4K8K BSデジタル  | BS4K211   | ショップチャンネル 4K        |                                                             |                    |
| 4K8K BSデジタル  | BS4K221   | 4K QVC                       |                                                             |                    |
| ケーブル自主放送 | C018      | SDN県民チャンネル1           |                                                             |                    |
| ケーブル自主放送 | C019      | SDN県民チャンネル2           |                                                             |                    |
| ショッピング     | C021      | ショップチャンネル           | 旧チャンネル「C271」                                        |                    |
| ショッピング     | C020      | QVC                          | 旧チャンネル「C272」                                        |                    |
| ショッピング     | C023      | ジュエリー☆GSTV              |                                                             |                    |
| ショッピング     | 韓流      | C196                         | KNTV                                                        | 別途視聴契約が必要 |
| C197             | 韓流      | KBSワールド                  |                                                             |                    |
| スポーツ         | C210      | J sports3                    | 旧 J sports ESPN                                            |                    |
| スポーツ         | C211      | スカイA                      |                                                             |                    |
| スポーツ         | C212      | GAORA                        |                                                             |                    |
| スポーツ         | C215      | J sports4                    | 別途視聴契約が必要 旧 J sports Plus                         |                    |
| スポーツ         | C217      | ゴルフネットワーク           |                                                             |                    |
| 映画             | C220      | ムービープラス               |                                                             |                    |
| 映画             | C221      | 日本映画専門チャンネル       |                                                             |                    |
| 映画             | C222      | チャンネルNECO               |                                                             |                    |
| 映画             | C223      | V☆パラダイス                 | 別途視聴契約が必要                                          |                    |
| 映画             | C225      | 東映チャンネル               | 別途視聴契約が必要                                          |                    |
| 映画             | C226      | 衛星劇場                     | 別途視聴契約が必要                                          |                    |
| テレビドラマ     | C230      | ファミリー劇場               |                                                             |                    |
| テレビドラマ     | C231      | スーパー!ドラマTV            |                                                             |                    |
| テレビドラマ     | C232      | アクションチャンネル         |                                                             |                    |
| テレビドラマ     | C233      | Dlife                        |                                                             |                    |
| テレビドラマ     | C234      | 時代劇専門チャンネル         |                                                             |                    |
| テレビドラマ     | C235      | LaLa TV                      |                                                             |                    |
| ドキュメンタリー | C236      | アニマルプラネット           |                                                             |                    |
| テレビドラマ     | C237      | ミステリチャンネル           |                                                             |                    |
| 総合エンタメ     | C238      | TBSチャンネル1               | 別途視聴契約が必要                                          |                    |
| アニメ           | C241      | アニマックス                 |                                                             |                    |
| アニメ           | C242      | キッズステーション           |                                                             |                    |
| アニメ           | C244      | AT-X                         | 別途視聴契約が必要                                          |                    |
| 総合エンタメ     | C245      | テレ朝チャンネル1            |                                                             |                    |
| 総合エンタメ     | C248      | チャンネル銀河               |                                                             |                    |
| ニュース         | C251      | 日経CNBC                     |                                                             |                    |
| ドキュメンタリー | C255      | ヒストリーチャンネル         |                                                             |                    |
| ドキュメンタリー | C256      | ディスカバリーチャンネル     |                                                             |                    |
| ニュース         | C257      | BBCワールド                  |                                                             |                    |
| ニュース         | C258      | テレ朝チャンネル2            |                                                             |                    |
| ドキュメンタリー | C259      | ナショナルジオグラフィック   |                                                             |                    |
| 音楽             | C261      | MUSIC ON! TV                 |                                                             |                    |
| 音楽             | C262      | スペースシャワーTV           |                                                             |                    |
| 音楽             | C264      | 歌謡ポップスチャンネル       |                                                             |                    |
| 生活・趣味・教養 | C270      | 囲碁・将棋チャンネル         |                                                             |                    |
| 生活・趣味・教養 | C277      | 旅チャンネル                 |                                                             |                    |
| 生活・趣味・教養 | C280      | MONDO TV                     |                                                             |                    |
| 総合エンタメ     | C281      | フジテレビTWO                | 別途視聴契約が必要                                          |                    |
| 総合エンタメ     | C282      | フジテレビONE                | 別途視聴契約が必要                                          |                    |
| 映画             | C283      | ザ・シネマ                   |                                                             |                    |
| 総合エンタメ     | C284      | 日テレプラス                 |                                                             |                    |
| ギャンブル       | C285      | グリーンチャンネル1          | 別途視聴契約+ 時間帯により未成年者に視聴させない対策が必要  |                    |
| ギャンブル       | C286      | グリーンチャンネル2          | 別途視聴契約+ 時間帯により未成年者に視聴させない対策が必要  |                    |
| ギャンブル       | C287      | 日本レジャーチャンネル       | 別途視聴契約+ 時間帯により未成年者に視聴させない対策が必要  |                    |
| アダルト         | C290      | プレイボーイチャンネル       | 【成人向け】 別途視聴契約+ 未成年者に視聴させない対策が必要 |                    |
| アダルト         | C291      | チャンネル・ルビー           | 【成人向け】 別途視聴契約+ 未成年者に視聴させない対策が必要 |                    |
| アダルト         | C292      | レインボーチャンネル         | 【成人向け】 別途視聴契約+ 未成年者に視聴させない対策が必要 |                    |
| アダルト         | C293      | ミッドナイトブルー           | 【成人向け】 別途視聴契約+ 未成年者に視聴させない対策が必要 |                    |

- NHKやWOWOWとの受信契約はCATV特例契約形式。
- デジタル放送について
  - 県内のケーブルテレビ局の共同出資により設立された佐賀デジタルネットワーク社から配信を受けている。その方式としてはi-HITSシステムを使用している。
  - 地上波デジタル放送の再送信については2006年9月1日からSTB経由の放送を行っていたが、佐賀県域局の本放送開始に伴って同年12月1日からパススルー方式による放送が開始された。現状では県外波再送信については福岡県の民放のみ認められる見通しだが、TVQ以外は法的手続きが本放送開始に間に合わずに再送信開始が遅れることとなった。
  - その後サガテレビと系列の重複が無いRKB・KBC・FBSも順次同意し、再送信が開始された（試験放送）。2007年1月9日から、他の県内のケーブルテレビ局と共に本放送を開始した。

### 配信終了局
| ジャンル                  | デジタル | アナログ | 放送局                                            | 備考                                      |
| ------------------------- | -------- | -------- | ------------------------------------------------- | ----------------------------------------- |
| 地上波                    | ×        | （不明） | 長崎放送                                          | 純区域外再放送                            |
| 地上波                    | ×        | 6        | 長崎文化放送                                      | 純区域外再放送                            |
| 地上波                    | ×        | 11→30    | 熊本放送                                          | 純区域外再放送                            |
| 地上波                    | ×        | 31       | 長崎国際テレビ                                    | 純区域外再放送                            |
| 自主放送                  | ×        | 8        | お天気チャンネル                                  |                                           |
| BSデジタル                | BS101    | 13       | NHK衛星第1テレビジョン                            | NHKのBS再編により2011年3月31日で終了      |
| BSデジタル                | BS102    | 14       | NHK衛星第2テレビジョン                            | NHKのBS再編により2011年3月31日で終了      |
| BSデジタル                | BS103    | 21       | NHKデジタル衛星ハイビジョン                       | NHKのBS再編により2011年3月31日で終了      |
| ケーブル・映画            | C227     | 16       | スター・チャンネルCS・スターチャンネル1           | BS移行による終了、2024年5月改編による終了 |
| ケーブル・映画            | C228     | ×        | スター・チャンネルCSプラス・スターチャンネル2     | BS移行による終了、2024年5月改編による終了 |
| ケーブル・映画            | C229     | ×        | スター・チャンネルCSクラシック・スターチャンネル3 | BS移行による終了、2024年5月改編による終了 |
| ケーブル・アニメ          | C240     | ×        | カートゥーン ネットワーク                         |                                           |
| ケーブル・音楽            | C263     | ×        | MTV                                               |                                           |
| ケーブル 生活・趣味・教養 | C275     | ×        | 大人の趣味と生活向上◆アクトオンTV                 | 2020年3月31日終了                         |

## グループ会社
- 株式会社チャンネルキュー
  - 映像制作子会社。自社製作チャンネル「テレビうれしの」「テレビやまうち」の他、「多久ケーブルテレビ」の自主番組制作も受託。

## その他
- 元々は旧嬉野町で県外テレビ局が映らないことに対応し、それらのテレビ局を町内で見られるようにすることを目的として始められた（事業者は現在のテレビ九州とは別の法人だったようである。）。
- その時代からを通してRKBが再送信されるようになったのは比較的最近であった。それまでは佐賀県にも金峰山からの電波が届いていた熊本放送や佐世保からの長崎放送が再送信されていた。
- しかし県外波の区域外再放送は福岡民放に一本化の方針で縮小される方向にあり、長崎放送の再送信は現在行われていない。